# Rated R (Ријанин албум)
Rated R је четврти студијски албум барбадошке певачице Ријане. Издат је 20. новембра 2009. године. 

## Синглови
- „“ (2009)
- „“ (2009)
- „“ (2009)
- „“ (2010)
- „“ (2010)
- „“ (2010)

## Списак песама
1. „“ (Makeba Riddick, Will Kennard, Saul Milton, Robyn Fenty)  - 1:34
2. „“ - 4:17
3. „“ - 4:33
4. „“ - 4:01
5. „“ - 4:40
6. „“ - 4:00
7. „“ - 4:17
8. „“ - 3:50
9. „“ - 4:46
10. „“ - 4:00
11. „“ ( - 3:52
12. „“ (-Justin Timberlake, Robin Tadross, Fauntleroy II}- - 6:04
13. „“ - 4:16